# Eueides xenophanes
Eueides xenophanes är en fjärilsart som beskrevs av Felder 1865. Eueides xenophanes ingår i släktet Eueides och familjen praktfjärilar. Inga underarter finns listade i Catalogue of Life.